# کی‌پلاس
کی‌پلاس (انگلیسی: KPlus; کره‌ای: 케이플러스) یک شرکت مدیریت مدل‌ها و بازیگران در کره جنوبی است که توسط گو اون کیونگ در سال ۲۰۰۸ تأسیس شد.